# Wiehltalbrücke
Die Wiehltalbrücke ist eine 1971 fertiggestellte Talbrücke der Bundesautobahn 4 zwischen Köln und Olpe über das Wiehltal bei Gummersbach im Oberbergischen Kreis in Nordrhein-Westfalen, Deutschland. Die zu Wiehl gehörende Ortschaft Weiershagen liegt unterhalb der Balkenbrücke. Die Brücke ist 30,25 Meter breit, 705 Meter lang und hat eine Fläche von 21.326 Quadratmeter. Ihre größte Höhe über Grund beträgt 60 Meter. Bei dem Überbau handelt sich um eine Stahlkonstruktion für beide Fahrtrichtungen, deren Rollen-Lager auf Stahlbetonpfeilern ruhen.

## Schwerer Unfall 2004

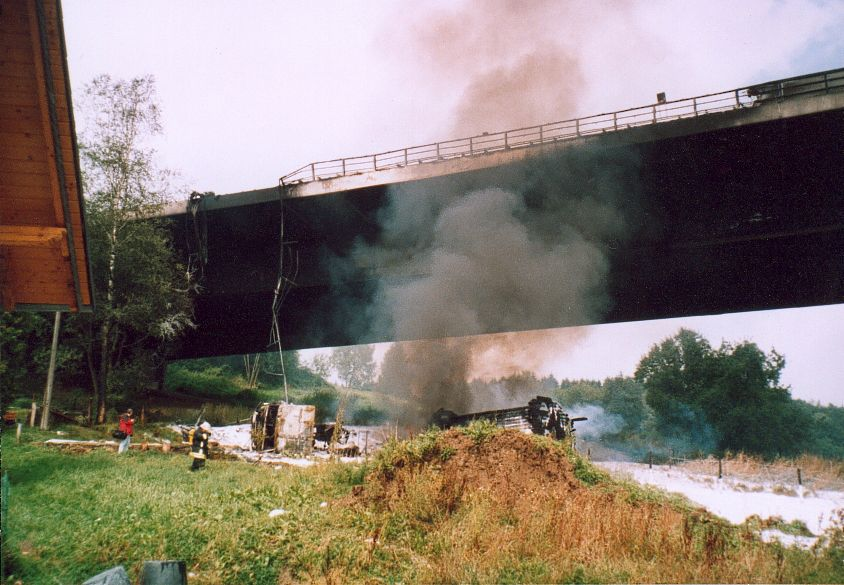
Wiehltalbrücke 26. August 2004, der ausgebrannte Tankzug neben den benachbarten Häusern

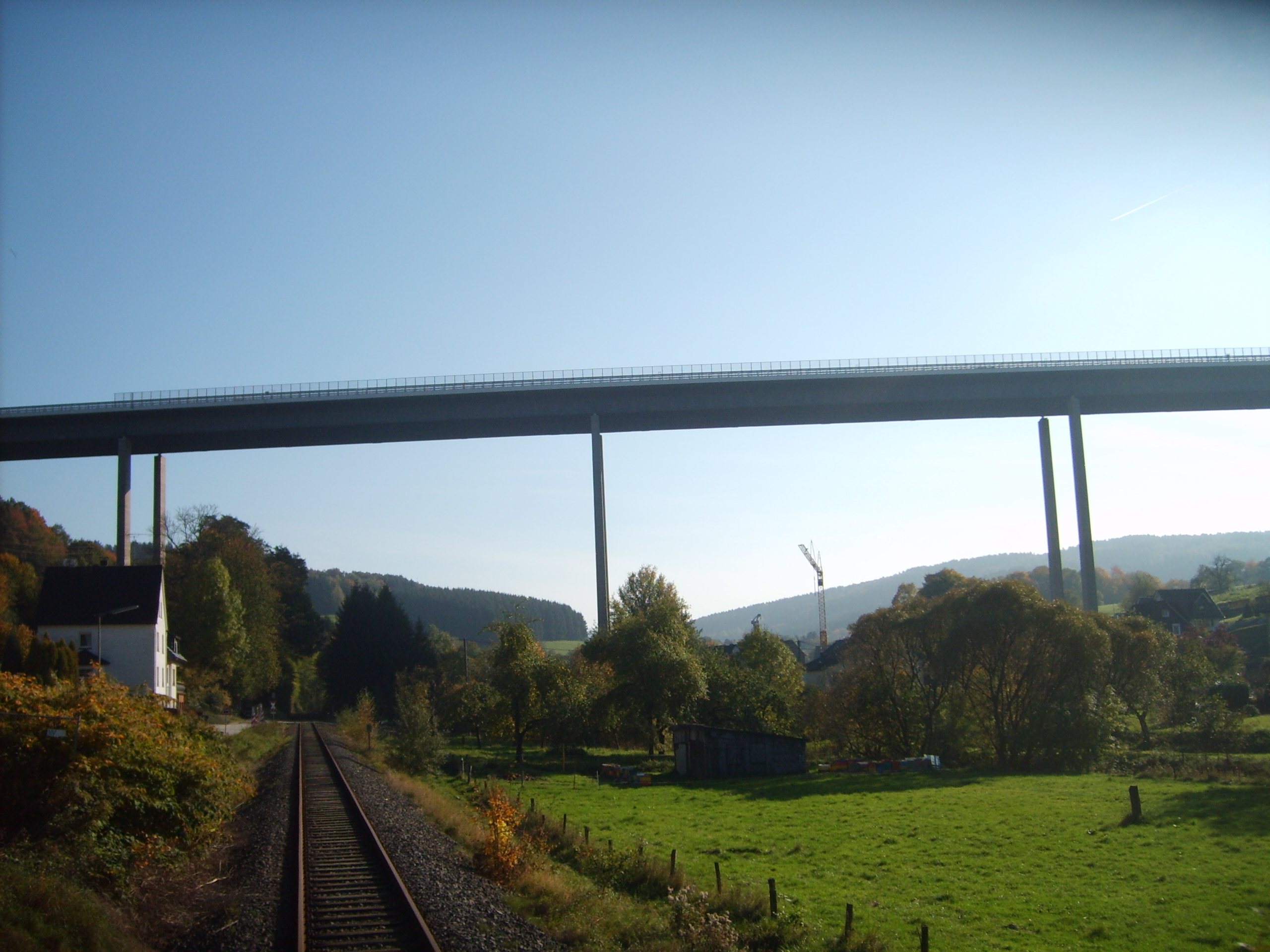
Wiehltalbahn unter der Wiehltalbrücke

### Unfallhergang
Am 26. August 2004 stürzte ein mit 32.000 Litern Kraftstoff beladener Tanklastwagen nach einer Kollision mit einem PKW von der Brücke und geriet in Brand. Der LKW-Fahrer kam dabei ums Leben. Die Leitplanken und die dort eingelassenen Fangseile konnten den Lastwagen nicht abfangen, da sie nur für Fahrzeuge bis maximal 13 Tonnen ausgelegt waren. Durch das Feuer wurden Teile der Brücke so stark beschädigt, dass sie wegen mangelnder Tragfähigkeit vom 26. August bis zum 7. Oktober 2004 gesperrt werden musste. In dieser Zeit fand eine provisorische Reparatur statt.
Das Wiehltalbrücken-Unglück war nach Angaben der Versicherung mit 30 Millionen Euro der bis dahin teuerste Straßenverkehrsunfall in der Bundesrepublik Deutschland.

### Verursacher
Der Verursacher, der zum Unfallzeitpunkt 26-Jährige Marokkaner Mustapha A., musste sich vor dem Amtsgericht Gummersbach, Schöffengericht, wegen fahrlässiger Tötung in Tateinheit mit vorsätzlicher Gefährdung des Straßenverkehrs in Tateinheit mit vorsätzlichem Fahren ohne Fahrerlaubnis und wegen falscher Verdächtigung verantworten. Er wurde von der bekannten Rechtsanwältin Ulrike Tašić verteidigt. Am 14. September 2005 wurde er schuldig gesprochen und zu einer Gesamtfreiheitsstrafe von einem Jahr und zehn Monaten verurteilt. Dabei wurde strafschärfend berücksichtigt, dass er zum Unfallzeitpunkt unter Einfluss von Cannabis stand. Das Urteil ist rechtskräftig seit dem 9. Februar 2006, nachdem die eingelegten Berufungen zurückgenommen wurden. Daraufhin musste der Verurteilte die Strafe absitzen. Sein Bruder Rachid, dem das Auto gehörte und der nach dem Unfall vom Verursacher angerufen wurde und zur Unfallstelle eilte, wurde in einem separaten Verfahren zu einer Geldstrafe verurteilt, da er sich zuerst selbst als Fahrer bezeichnet hatte, um seinen jüngeren Bruder zu schützen, der keinen Führerschein hatte.

### Reparatur
Nach einer provisorischen Reparatur mit 27 zusätzlichen Stahlstreben und der Auskofferung von rund 10.000 Tonnen mit Kraftstoff belasteten Erdreiches begann die eigentliche Reparatur durch den Landesbetrieb Straßenbau NRW und die von ihm beauftragten Firmen in den Sommerferien des Jahres 2006.
Bei der Instandsetzung wurde ein 600 Quadratmeter großes Brückenteil entfernt und durch eine neue Stahlkonstruktion ersetzt. In dieser Größenordnung war es ein einmaliges Vorhaben, das bis dahin noch nie irgendwo stattgefunden hatte. Gleichzeitig wurde unter anderem die Fahrbahndecke der Brücke saniert.
Die Autobahn war daher vom 28. Juni bis 22. August 2006 voll gesperrt. Der Verkehr wurde über umliegende Landesstraßen umgeleitet.
Am 18. Oktober 2007 wurde die Brücke für den Verkehr vollständig freigegeben.

### Reaktionen
Durch die starke Medienresonanz konnten bei einer Spendenaktion, die zu Gunsten der Familie des bei dem Unfall getöteten Lkw-Fahrers – ursprünglich als nachbarschaftliche Aktion – initiiert wurde, rund 20.000 Euro gesammelt werden.
Die Dorfgemeinschaft, unmittelbarer Anlieger der Unglücksstätte, errichtete im Sommer 2006 gemeinsam mit der Familie des Fahrers und mit Unterstützung der Stadt Wiehl ein dauerhaftes Denkmal.